# مارتن براون
مارتن براون (بالألمانية: Martin Braun)‏ (18 نوفمبر 1968 بلوفينغن في ألمانيا - ) هو لاعب كرة قدم ألماني في مركز الوسط. لعب مع رابيد فيينا ونادي آلن ونادي فرايبورغ ونادي كارلسروه ونادي كولن.

## وصلات خارجية
- مارتن براون على موقع قاعدة بيانات كرة القدم.إي يو (الإنجليزية)